# Cèl·lules PtK2

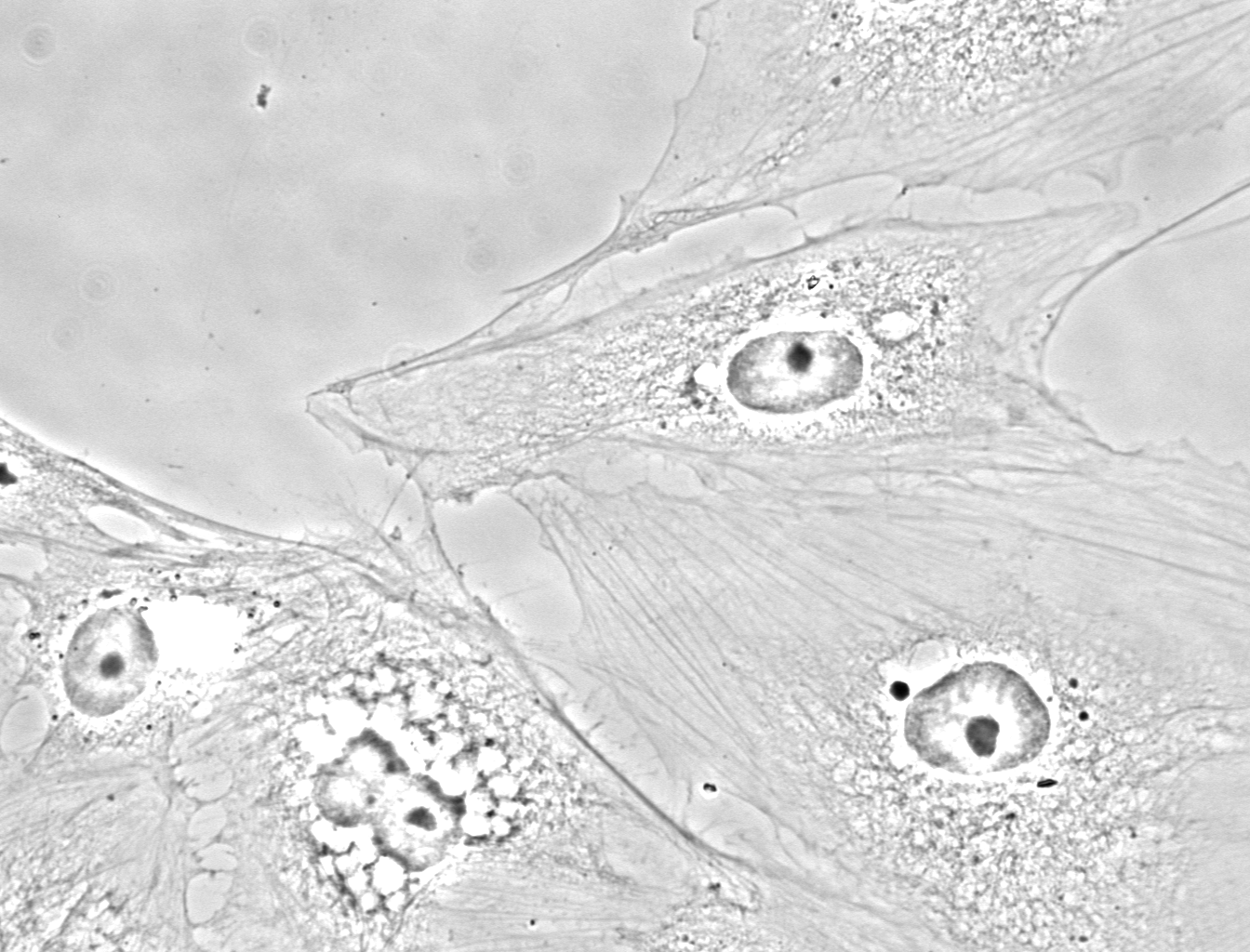
Cèl·lules PtK2.

Les cèl·lules PtK2 són una línia cel·lular derivada de cèl·lules epitelials de ronyó d'un exemplar mascle de cangur rata de musell llarg (Potorous tridactylus), un petit marsupial australià. Aquesta línia cel·lular té un ampli ventall d'aplicacions en recerca biomèdica, però es particularment popular com a model de mitosi.

## Origen
La línia PtK2 va ser establerta per Kirsten Walen i Spencer Brown el 1962. Es van seleccionar cèl·lules de cangur rata per a obtenir una nova línia cel·lular, donat que aquesta té un nombre de cromosomes reduït molt fàcil de visualitzar sota un microscopi. La mitosi per exemple, esdevé un procés molt fàcil d'observar amb aquestes cèl·lules, i permet examinar de prop aspectes estructurals de la divisió cel·lular que són difícils de veure en cèl·lules provinents d'altres espècies.

## Característiques
Les PtK2 són cèl·lules relativament grans cells que cultivades en monocapa es mantenen planes al llarg de tot el seu cicle cel·lular, a diferència de moltes cèl·lules que s'arrodoneixen i adquireixen una forma més esfèrica durant la mitosi.
Una altra característica és que contenen filaments intermedis compostos de queratina i filaments intermedis de vimentina. Mentre que la majoria de cèl·lules contenen un sol tipus de sistema de filaments intermedis, tot i que compostos de diferents subunitats protèïques, algunes cèl·lules epitelials com les PtK2 expressen dos tipus de xarxes de filaments intermedis, de vimentina i keratina.
Les PtK2 són resistents a adenovirus 5, coxsackievirus B5, i poliovirus 2, i són sensibles a coxsackievirus A9, herpes simplex, vaccinia i Virus de l'estomatitis vesicular (soca Ogden).